# Taurotettix beckeri
Taurotettix beckeri är en insektsart som beskrevs av Franz Xaver Fieber 1885. Taurotettix beckeri ingår i släktet Taurotettix och familjen dvärgstritar. Inga underarter finns listade i Catalogue of Life.